# جامباتیستا تیه‌پولو
جامباتیستا تیه‌پولو (به ایتالیایی: Giambattista Tiepolo) (۵ مارس ۱۶۹۶ — ۲۷ مارس ۱۷۷۰) با نام کامل جووانی باتیستا تیه‌پولو (به ایتالیایی: Giovanni Battista Tiepolo) نقاش و گراورساز بزرگ ایتالیایی قرن هجدهم میلادی بود. فرسکوهای شاعرانه و درخشان او در تزیین سقف‌ها، با رنگ‌های شاد و روشنشان، در عین حال که نمونه‌هایی از هنر سنتی دوره باروک هستند، بازتاب‌دهنده ظرافت دوره روکوکو نیز می‌باشند.مشهور ترین هنرمند ایتالیایی شیوه روکوکو است . سرعت عمل و تحرک مشخصه اثار وی است . تیه پولو به همراه دو فرزندش دومینو و لورنزو بزرگترین نقاشی های دیواری روکوکو را در سراسر اروپا افرید .

## نگارخانه

لقاح پاک از ۱۷۶۷ تا ۱۷۶۸ م. موزه دل پرادو
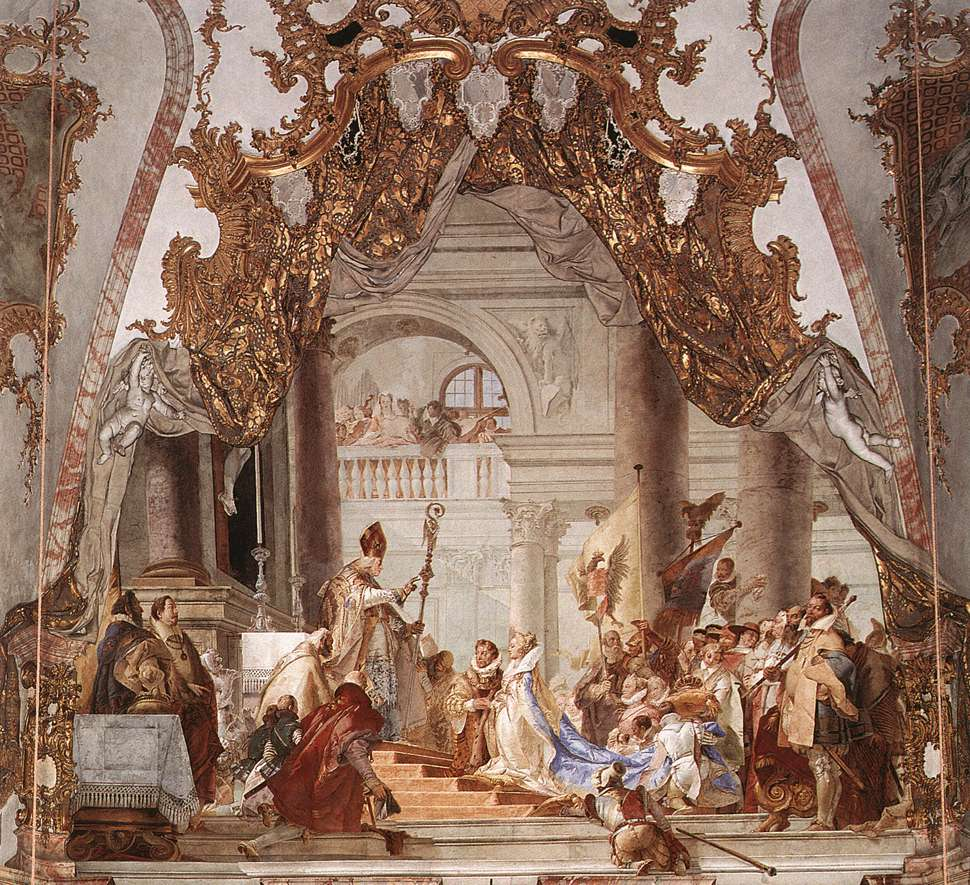
مراسم ازدواج امپراتور فریدریش بارباروسا و بئاتریس بورگاندی در سال ۱۱۵۶، فرسکویی بر سقف رزیدنتس وورتسبورگ
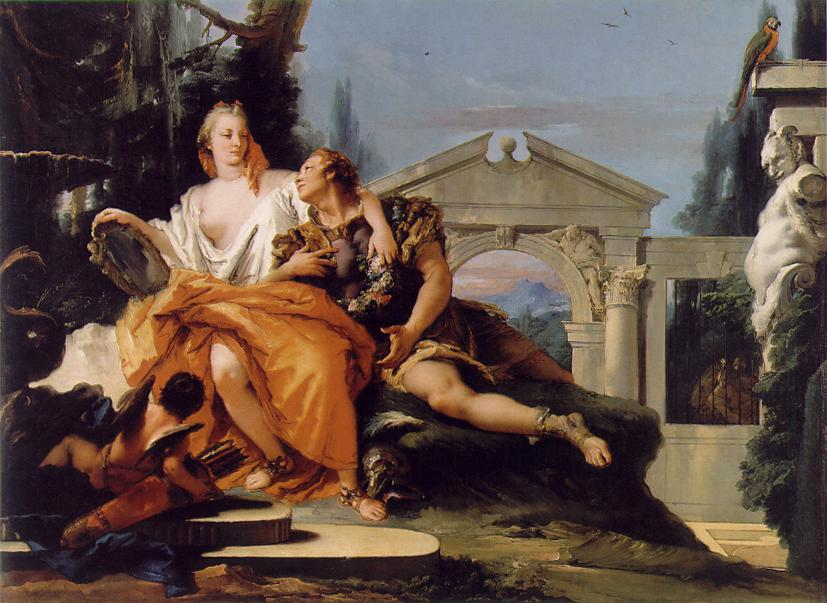
فرسکوی تیه‌پولو در رزیدنتس وورتسبورگ
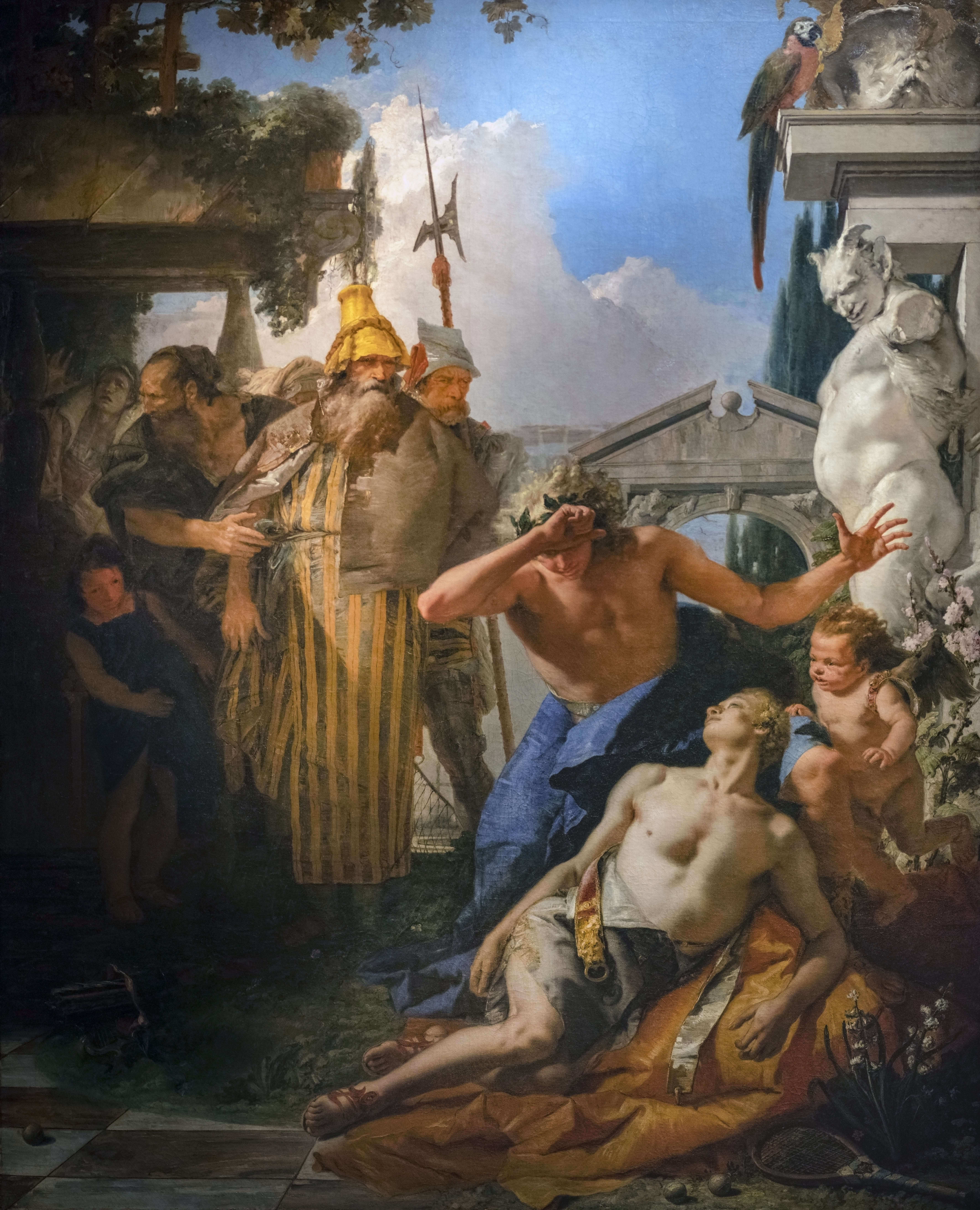
مرگ هایسینث، رنگ روغن روی بوم، در مادرید
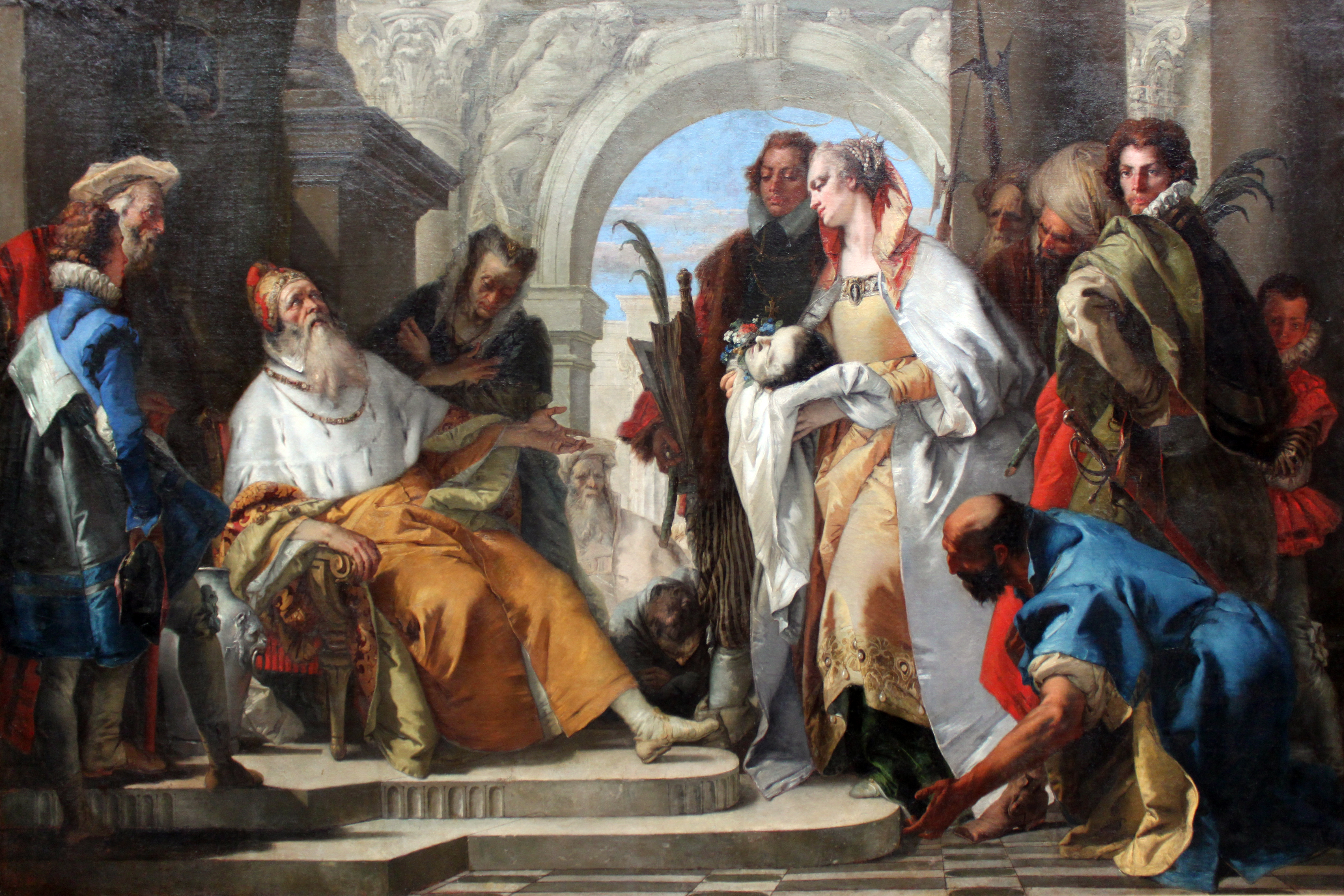
نقاشی از تیه‌پولو، سال ۱۷۵۰ میلادی، موزه استادل فرانکفورت
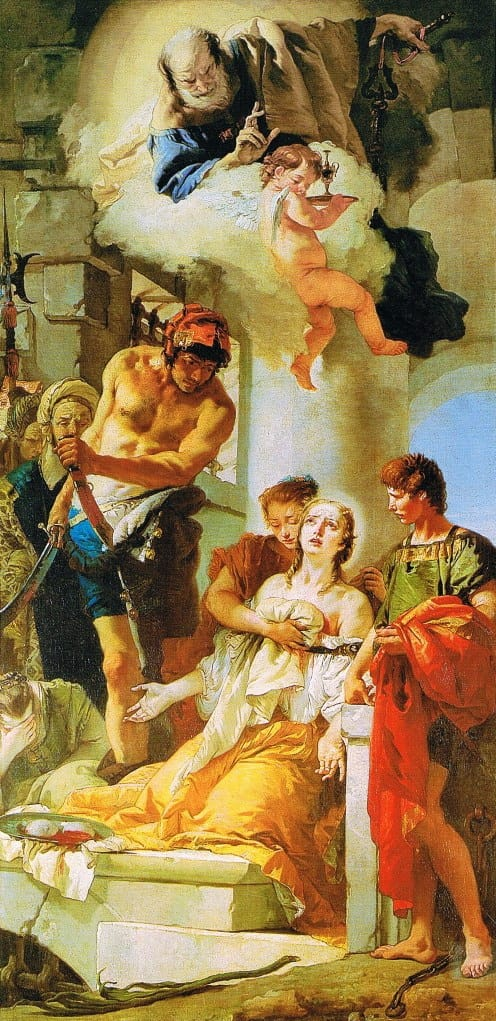
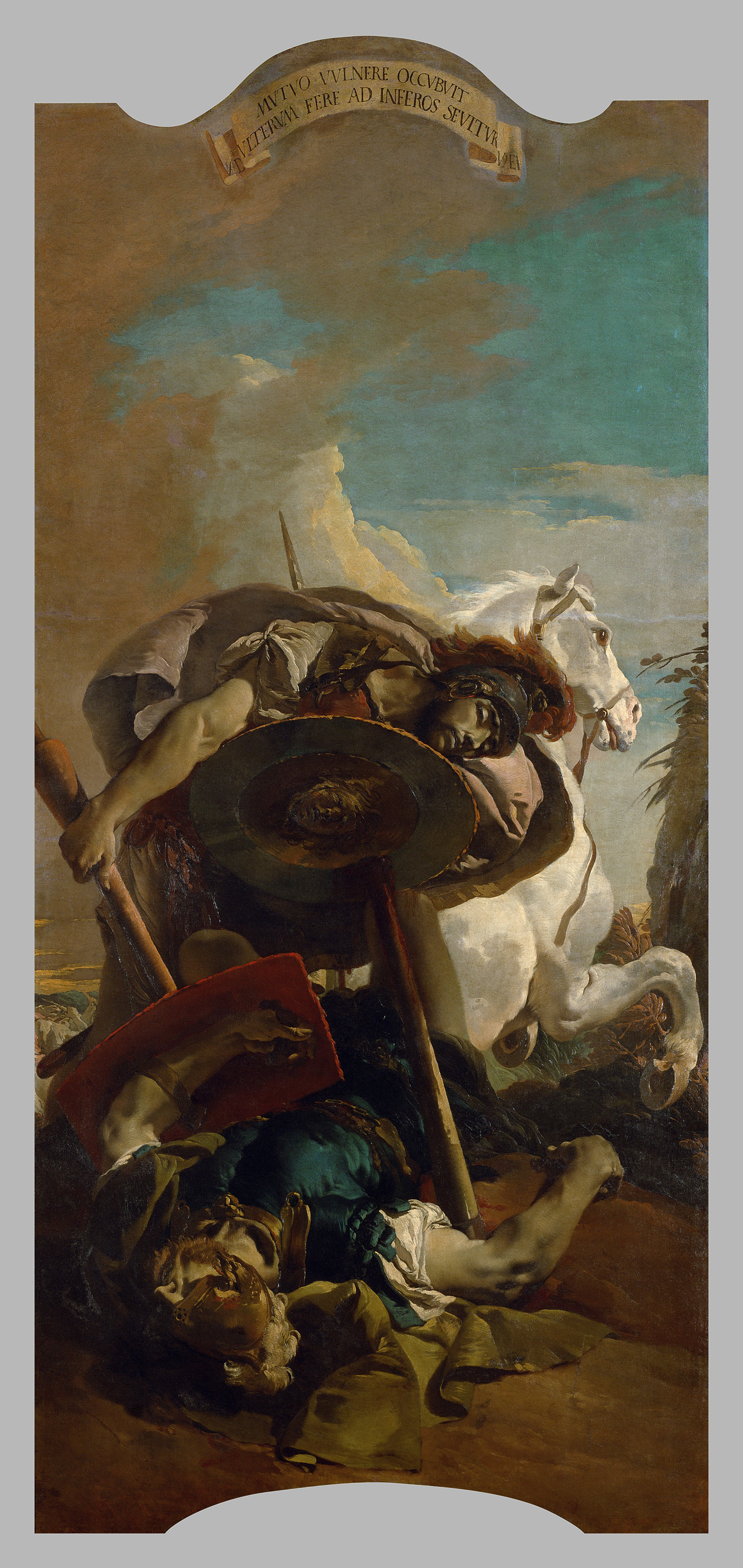
کشته شدن کنسول بروتوس در نبرد تن‌به‌تن با آرونس تارکوئینیوس.